# Opaka (Ukraina)
Opaka – wieś na Ukrainie w rejonie drohobyckim należącym do obwodu lwowskiego.
W II Rzeczypospolitej wieś w powiecie drohobyckim województwa lwowskiego.
W latach 1944–1945 nacjonaliści ukraińscy z OUN-UPA zamordowali tutaj 8 Polaków.